# Colovaginoplastiek
Colovaginoplastiek is een operatieve ingreep waarbij een vagina wordt geconstrueerd door middel van het wegnemen van een stuk sigmoïd en dit te gebruiken voor de vaginaholte. Deze operatie wordt met name uitgevoerd bij vrouwen die lijden aan androgeenongevoeligheidssyndroom, adrenogenitaal syndroom en andere vormen van interseksualiteit, bij wie geen vagina op niet-operatieve wijze gemaakt kan worden, en bij genderdysfore personen.
Vanwege het relatief hoge risico van complicaties wordt deze methode meestal alleen toegepast als er geen alternatief voorhanden is. Bij genderdysforen is dit het geval als de grootte van de penis en het scrotum niet voldoende is om een vaginoplastiek uit te voeren.

## Operatietechniek
De colovaginoplastiek bestaat in feite uit twee operaties die gelijktijdig plaatsvinden. De eerste is het loskoppelen van een 15 tot 20 centimeter lang stuk darm. Dit wordt door een gastro-intestinale chirurg gedaan. Tegelijkertijd is de plastisch chirurg bezig met de uitvoering van de reguliere vaginoplastiek: de inversie van de penis en het verwijderen van de testes en het zwellichaam (indien aanwezig). Hierna geeft de gastro-intestinale chirurg het geprepareerde darmsegment over aan de plastisch chirurg, die dit aanhecht als zijnde de nieuwe vagina. Afsluitend wordt de urinebuis teruggeplaatst en worden de externe genitaliën gemaakt.

### Voordelen
- De vagina wordt op natuurlijke wijze vochtig en voelt natuurlijk aan.
- Het openhouden van de vagina met een dilatator is minder vaak nodig maar blijft vereist om de vaginaopening niet te veel te laten slinken.
- Huidtransplantaties zijn zelden nodig.
- Genitale ontharing is minder of niet nodig vergeleken met de reguliere vaginoplastiek.

### Nadelen
- Langer durende operatie dan bij een vaginoplastiek.
- Hogere kans op post-operatieve infecties.
- Mogelijke afsterving van het darmsegment.
- Nare geurtjes bij gebrek aan vaginale hygiëne.
- Door de continue vochtproductie moet in sommige gevallen voortdurend maandverband of iets dergelijks gedragen worden.
- Bij grote vochtproductie bestaat een grote kans op infecties aan bijvoorbeeld de urinebuis. Soms is het nodig ondergoed meer dan dagelijks te verwisselen.
- Litteken op de romp als de ingreep niet door middel van een kijkoperatie plaatsvindt.
- Afhankelijk van de vakkundigheid van de chirurg kan een colovagina opvallen door het kleurverschil tussen het darmweefsel en de rest van de nieuw gemaakte vagina.
- Enkele patiënten ervaren chronische pijn bij het aanhechtingspunt van het darmsegment wat seks onmogelijk maakt.
- Prolaps ofwel verzakking kan optreden zowel bij de voorwand als de achterwand; dit geeft problemen bij het goed kunnen plassen en uitplassen doordat de darm de urinebuis dichtdrukt.